# الدوري الإنجليزي لكرة القدم 1984–85
الدوري الإنجليزي لكرة القدم 1984–85 (بالإنجليزية: 1984–85 Football League)‏ هو موسم من دوري كرة القدم الإنجليزي. فاز فيه نادي إيفرتون.